# Nick Sheridan
Nicholas „Nick“ Sheridan (*  1984) ist ein australisch-britischer Mathematiker und Hochschullehrer an der University of Edinburgh.
Sheridan studierte an der University of Melbourne mit dem Bachelor-Abschluss 2007 und wurde 2012 am Massachusetts Institute of Technology bei Paul Seidel (Homological mirror symmetry for Calabi-Yau hypersurfaces in projective space) promoviert. Als Post-Doktorand war er Veblen Research Fellow an der Princeton University und am Institute for Advanced Study. Er war Assistant Professor an der Princeton University, Royal Society University Research Fellow an der Universität Cambridge und ist Reader an der Universität Edinburgh.
Sheridan befasst sich mit homologischer Spiegelsymmetrie von Maxim Kontsevich, die die derivierte Fukaya-Kategorie mit der derivierten Kategorie kohärenter Garben auf dem Spiegel verbindet und die er in einigen grundlegenden Fällen bewies, zum Beispiel 2015 für d-dimensionale Calabi-Yau-Hyperflächen im projektiven Raum (mit {\displaystyle d>2}) und Greene-Plesser-Spiegelpaare (Calabi-Yau-Hyperflächen in Quotienten gewichteter projektiver Räume). Außerdem befasst er sich mit symplektischer Topologie (u. a. Gromov-Witten-Theorie, mit Sheel Ganatra und Timothy Perutz), wobei er dort auch mit Ivan Smith Spiegelsymmetrie anwandte.
Mit Mohammed Abouzaid, Ganatra und Hiroshi Iritani interpretierte er die Gamma-Vermutung (von Shinobu Hosono) in der Spiegelsymmetrie von Calabi-Yau-Manngifaltigkeiten über Strominger-Yau-Zaslow-Torus-Faserungen. Die Gamma-Vermutung stellt eine Verbindung zwischen topologischen Invarianten (Produkten von Euler-Charakteristiken und Chernzahlen mit Zetafunktionswerten) und der Asymptotik von Perioden auf dem Spiegel her und fasst früher an Spezialfällen gefundene ähnliche Verbindungen zusammen.
Er ist Teil der Simons Collaboration on Homological Mirror Symmetry. 2017 war er Sloan Research Fellow. 2019 erhielt er den Whitehead-Preis.

## Schriften (Auswahl)
- On the homological mirror symmetry conjecture for pairs of pants, Journal of Differential Geometry, Band 89, 2011, S. 271–367, Arxiv
- mit Ivan Smith: Rational equivalence and Lagrangian tori on K3 surfaces, Comm. Math. Helveticae, Band 95, 2002, S.  301–337, Arxiv
- mit Sheel Ganatra, Timothy Perutz: Mirror Symmetry: From Cats to Curve Counts, Arxiv 2015
- Homological Mirror Symmetry for Calabi-Yau hypersurfaces in projective space, Inventiones Mathematicae, Band 199, 2015, S. 1–186, Arxiv
- On the Fukaya category of a Fano hypersurface in projective space, Publications mathématiques de l'IHÉS, Band 124, 2016, S. 165–317, Arxiv
- Versality in Mirror Symmetry, in: Current developments in Mathematics, 2017, S. 37–86, Arxiv
- mit Mohammed Abouzaid, Sheel Ganatra, Hiroshi Iritani: The Gamma and Strominger-Yau-Zaslow conjectures: a tropical approach to periods, Geom. Topol., Band 24, 2020, S. 2547–2602, Arxiv
- mit Ivan Smith: Symplectic topology of K3 surfaces via mirror symmetry, Journal of the American Mathematical Society, Band 33, 2020, S. 875–915, Arxiv
- mit Ivan Smith: Lagrangian cobordism and tropical curves, Journal für die reine und angewandte Mathematik (Crelle's Journal), 2021, Heft 774, Arxiv 2018
- Formulae in Non-commutative Hodge Structures, J. Top. and related Structures, Band 15, 2020, S. 249–299, Arxiv
- Homological mirror symmetry for generalized Greene-Plesser mirrors, Inventiones Mathematicae, Band 224, 2021, S. 627–682, Arxiv 2017